# Meliz Redif
Meliz Redif (Nicosia, 26 maart 1989) is een atlete uit Turkije.
In 2011 behaalde Redif op de Zomeruniversiade de zilveren medaille op de 4x400 meter met het Turks estafette-team.
Op de Olympische Zomerspelen van Londen in 2012 liep Redif de 4x400 meter estafette met het Turkse estafette-team.
Zij was (naar eigen zeggen) de eerste Turks-Cypriotische atleet die deelnam aan de Olympische Spelen.
In 2013 kreeg Meliz een ban van drie jaar, samen met enkele andere Turkse langeafstandslopers, nadat ze betrokken was geraakt in een dopingschandaal.

## Persoonlijk record
| Onderdeel             | Resultaat | Jaar |
| --------------------- | --------- | ---- |
| 100 meter             | 11.91     | 2010 |
| 200 meter             | 23.87     | 2010 |
| 300 meter             | 37.63     | 2010 |
| 400 meter             | 52.89     | 2010 |
| 4x100 meter estafette | 44.48     | 2011 |
| 4x400 meter estafette | 3:33.11   | 2011 |

| Onderdeel   | Resultaat | Jaar |
| ----------- | --------- | ---- |
| 400 meter   | 53.04     | 2011 |
| 4x400 meter | 3:37.37   | 2009 |

- World Athletics: 14303322